# Allan Bergius
Allan Bergius  (ur. 2 maja 1972 w Monachium) – niemiecki sopran chłopięcy, później wiolonczelista i dyrygent. Bergius jest znany głównie ze współpracy z przedstawicielem wykonawstwa historycznego, Nikolausem Harnoncourtem (rejestracja kantat Johanna Sebastiana Bacha). Jeden z najwybitniejszych współczesnych dyszkantów śpiewających w stylu bel canta.

## Początek kształcenia muzycznego
Allan Bergius pochodzi z muzykalnej rodziny i już we wczesnym dzieciństwie zetknął się z muzyką klasyczną. Od 1978 roku pobierał lekcje gry na wiolonczeli, dwa lata później został chórzystą renomowanego niemieckiego chóru chłopięcego z Bawarii – Tölzer Knabenchor. Wkrótce nawiązał współpracę z Herbertem von Karajanem, Jamesem Levinem, Wolfgangiem Sawallischem i Nikolausem Harnoncourtem.

## Charakter głosu
Bergius wykształcił typowy dla klasycznego sopranu chłopięcego głos – czysty, jasny, surowy, pozbawiony vibrata, rezonujący wyraźnie w obszarze kości twarzoczaszki o znaczącym wolumenie, zdolny do przebijania się przez mahlerowską orkiestrę w wielkich salach operowych, stosunkowo ubogi w obszarze oktawy razkreślnej, dźwięczny w obszarze oktawy dwu- i trzykreślnej. Dysponował przy tym biegłością koloraturową. W zarejestrowanych utworach jego skala głosu uwidacznia się od h w oktawie małej (w IV symfonii Mahlera) do f w oktawie trzykreślnej (Aria Królowej Nocy – Czarodziejski flet).

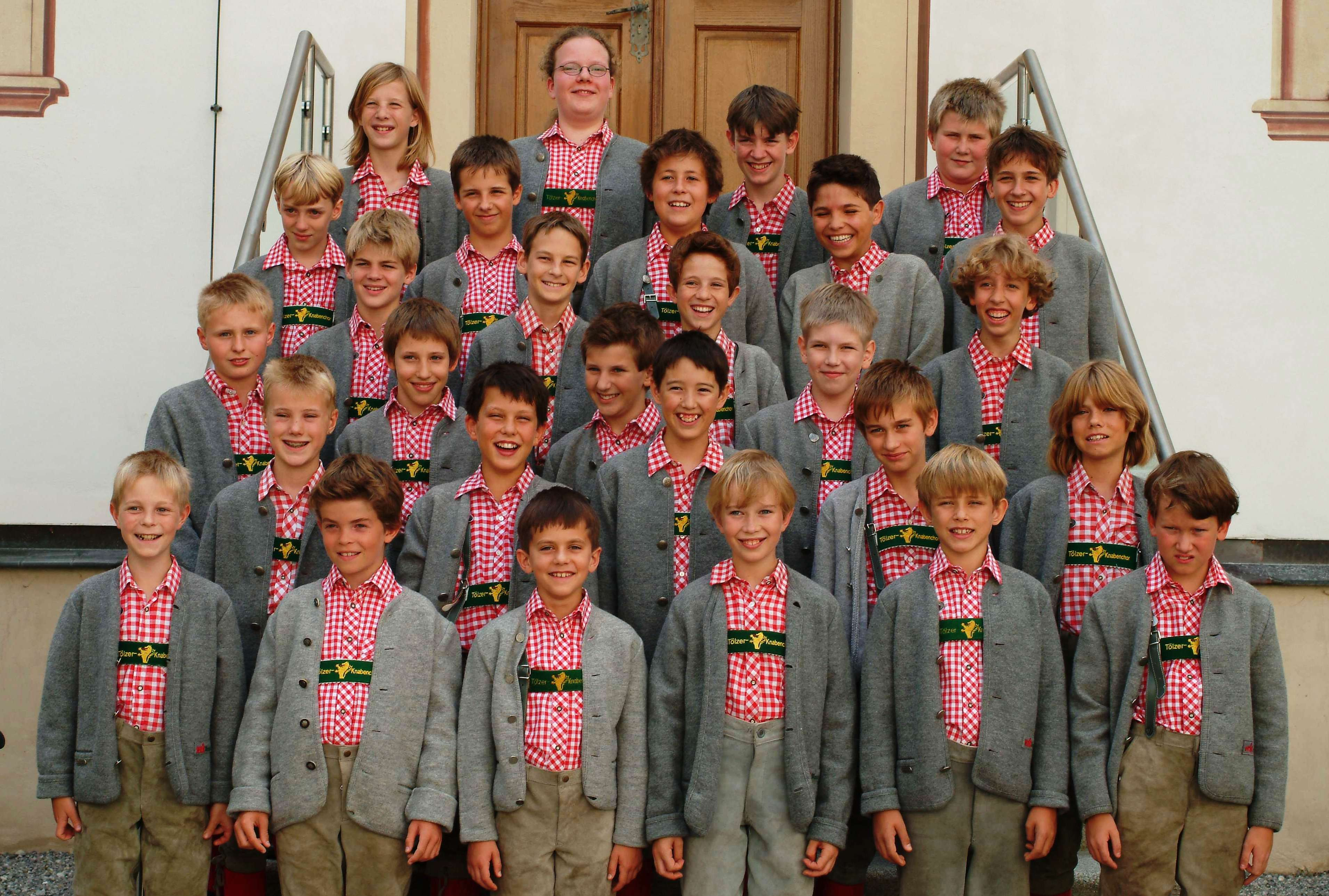
Chór Tölzer Knabenchor, w którym śpiewał Allan Bergius

## Praca z utworami Johanna Sebastiana Bacha
W karierze dyszkantowej osiągnął znaczące sukcesy rejestrując kilkanaście kantat w ramach projektu Nikolaus Harnoncourt (jako sopran):
- BWV 124 Meinen Jesum laß ich nicht,
- BWV 130 Herr Gott, dich loben alle wir
- BWV 131 Aus der Tiefen rufe ich, Herr, zu dir
- BWV 137 Lobe den Herren, den mächtigen König der Ehren
- BWV 138 Warum betrübst du dich, mein Herz?
- BWV 139 Wohl dem, der sich auf seinen Gott
- BWV 140 Wachet auf, ruft uns die Stimme
- BWV 145 Ich lebe, mein Herze, zu deinem Ergötzen
- BWV 146 Wir müssen durch viel Trübsal in das Reich Gottes eingehen
- BWV 147 Herz und Mund und Tat und Leben
- BWV 155 Mein Gott, wie lang, ach lange?
- BWV 173 Cantata BWV 173[4]

W tym samym czasie pod kierownictwem Albrechta Schmida zarejestrował "skowronkową" kantatę Jauchzet Gott in allen Landen – najtrudniejsze dzieło Bacha w jego kantatowym dorobku. Brak informacji wyjaśniającej dlaczego ta kantata nie została przydzielona Bergiusowi w projekcie Nikolaus Harnoncourt (jest jedną z dwóch, do której Harnoncourt wykorzystał nie soprany chłopięce, lecz kobiece). Być może nie spełnił oczekiwań artystycznych. Faktem jednak jest to, że Bergius pozostaje jako jeden z zaledwie kilku głosów chłopięcych w historii muzyki, którym udało się tak trudny utwór zarejestrować studyjnie, w dodatku w wieku zaledwie 12 lat.
W ramach współpracy z Harnoncourt Bergius śpiewał również w Oratorium na Boże Narodzenie.

## Dzieła Wolfganga Amadeusa Mozarta, występy operowe
Jako dziesięciolatek debiutował w przedstawieniu operowym Czarodziejski Flet Wolfganga Amadeusa Mozarta razem z Ileaną Cotrubaș (Pamina) i Editą Gruberovą (Królowa nocy) w ramach Festiwalu w Salzburgu (21 czerwca 1982) jako jeden z trójki chłopców.
W wieku 11 lat wystąpił jako Melia w scholastycznym dramacie muzycznym Apollo et Hyacinthus (KV 38) zrealizowanym dla Telewizji Niemieckiej. Warto wspomnieć, że dzieło to zostało skomponowane przez Mozarta również w wieku 11 lat.
W kolejnym roku ze zdecydowanie mniejszym powodzeniem artystycznym zarejestrował arię Królowej Nocy z Czarodziejskiego fletu, a także napisany dla przyjaciela Mozarta, kastrata Venanzio Rauzzini, motet KV 165. O ile głos Bergiusa znakomicie wkomponował się w liryczny charakter kantat Bacha i ról operowych przeznaczonych dla sopranów chłopięcych, o tyle w wypadku utworów przeznaczonych dla dorosłych śpiewaków, wymagających bogatszego, czasem wręcz dramatycznego brzmienia, stał się niewystarczający pod względem interpretacji.

## Inne interpretacje. Od Monteverdiego do Mahlera
U schyłku swej dyszkantowej kariery wystąpił w filmowej adaptacji opery Monteverdiego Powrót Ulissesa do ojczyzny (jako Kupidyn). Nagrał też dzieło Händla Laudate pueri Dominum.
W 1984 roku śpiewał partię solową w IV symfonii Mahlera pod batutą Leonarda Bernstein na najsłynniejszej włoskiej scenie operowej Teatro alla Scala.

## Życie dorosłe
Po przejściu mutacji głosu Bergius zmienił profil swej działalności artystycznej. Od 1994 do 1998 roku kształcił się jako wiolonczelista, później jako dyrygent. Obie dziedziny zdominowały jego pracę muzyczną. Jako dyrygent debiutował w maju 1999 roku w Filharmonii w Kolonii.

## Dyskografia
- Mozart: Apollo und Hyazinth (Laserdisc) 1983
- Monteverdi-Henze: Il Ritorno D'Ulisse In Patria (Image Entertainment, DVD) 1985
- Mozart: Die Zauberflöte (The Magic Flute) (1982) (TDK DVWW-CLOPMF, DVD) 2005
- Bach Weihnachtsoratorium: 1982 2H33' (Deutsche Grammophon, DVD) November 2005
- Bach: Das Kantatenwerk: Sacred Cantatas - Vol. 7 (Teldec, CD) 1983
- Monteverdi-Henze: Il Ritorno D'Ulisse In Patria (Orfeo, CD) 1985
- Bach: Das Kantatenwerk: Sacred Cantatas - Vol. 8 (Teldec, CD) 1986
- Bach: Das Kantatenwerk: Sacred Cantatas - Vol. 9 (Teldec, CD) 1988
- Dichterliebe, Opus 48 (LPK 1486, LP)
- Virtuose Musik fur Sopran und Orchester (LP) 1985
- Live Aufnahmen (LP) 1986